# Berezne, Starokosteantîniv
Berezne (în ucraineană Березне) este localitatea de reședință a comunei Berezne din raionul Starokosteantîniv, regiunea Hmelnîțkîi, Ucraina.

## Demografie
Componența lingvistică a localității Berezne
     Ucraineană (99,44%)
     Alte limbi (0,56%)
Conform recensământului din 2001, majoritatea populației localității Berezne era vorbitoare de ucraineană (99,44%), existând în minoritate și vorbitori de alte limbi.